# Peka
Peka (pekva) zvonolika je keramička ili željezna posuda za pečenje na otvorenom ognjištu. Na vrhu ima jednu ili dvije ručke; željezna je u obliku glatke kupole, a keramičkoj su dodani obruči za zadržavanje žeravice. 
Jelo (kruh, pogača, meso, krumpir i sl.), položeno na toplo tlo ognjišta ili u plitku tepsiju, prekriva se pekvom (pekom) prethodno zagrijanom do užarenosti, koja se zatim prekriva žeravicom i toplim pepelom. 
U južnoj Panoniji i na Balkanu koristila se već u pretpovijesti (neolitik). Uz upotrebu otvorenih ognjišta zadržala se u istočnoj Sloveniji, južnoj Mađarskoj, Rumunjskoj, Bugarskoj, Srbiji i Crnoj Gori, Bosni i Hercegovini i Italiji 
(dakle na područjima koja su nastanjivali Iliri). 
U Hrvatskoj je keramička pekva (peka) bila proizvod lokalnih lončara; u jadranskom i dinarskom području nastajala je na ručnom lončarskom kolu (čripnja, peka, pekva), a u Slavoniji uz pomoć kalupa (pokljuka). Željezne pekve (peke), zvane sač, proširile su se na Balkan preko Osmanlija. 
Isčezle iz svakodnevnog života seoskih domaćinstava nestankom otvorenih ognjišta; danas su pekve (peke) ponovno u upotrebi za pripremu antičkih jela u modernoj ugostiteljskoj ponudi.